# 흐로터 마르크트 (안트베르펜)

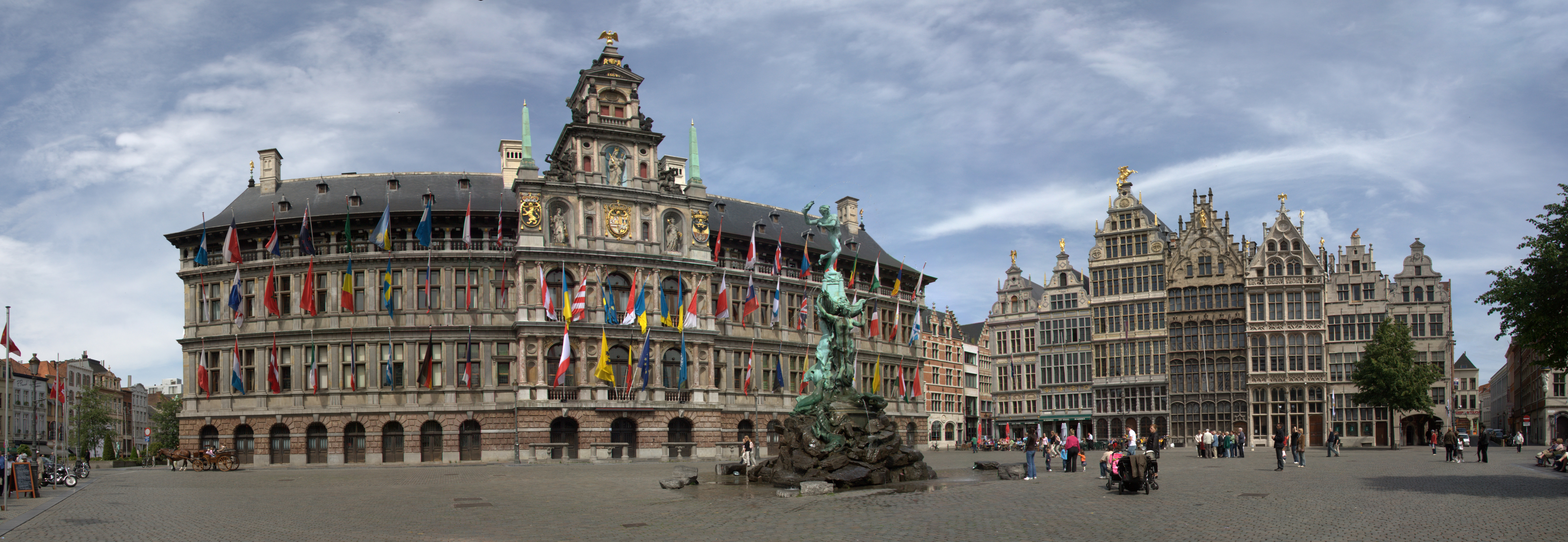
흐로터 마르크트

흐로터 마르크트(네덜란드어: Grote Markt, 프랑스어: Grand-Place d'Anvers)는 벨기에 안트베르펜 구시가지에 위치한 광장이다.